# 2011 en baseball
| Années du baseball : 2008 - 2009 - 2010 - 2011 - 2012 - 2013 - 2014    |
| Décennies du baseball : 1980 - 1990 - 2000 - 2010 - 2020 - 2030 - 2040 |

Les faits marquants de l'année 2011 en Baseball

## Calendriers
- Ligue mexicaine de baseball 2011, jusqu'en août.
- Championnat d'Espagne de baseball 2011, jusqu'en juillet.
- Championnat de France de baseball Élite 2011, jusqu'en octobre.
- Ligue majeure de baseball 2011, jusqu'en octobre.
- Championnat de Corée du Sud de baseball 2011, jusqu'en octobre.
- Championnat d'Allemagne de baseball 2011, jusqu'en octobre.
- Ligues mineures de baseball, jusqu'en septembre.
- Championnat des Pays-Bas de baseball 2011, jusqu'en septembre.
- Championnat du Japon de baseball 2011, jusqu'en octobre.
- Championnat d'Italie de baseball 2011, jusqu'en septembre.
- Championnat de Grande-Bretagne de baseball, jusqu'en septembre.
- Tournoi World Port 2011, du 23 juin au 3 juillet à Rotterdam (Pays-Bas).
- Match des étoiles de la Ligue majeure de baseball 2011, le 12 juillet au Chase Field, antre des Diamondbacks de l'Arizona[1].
- Finale à quatre de la Coupe d'Europe de baseball 2011, les 24 et 25 septembre à Brno (République tchèque).
- Coupe du monde de baseball 2011, à partir de fin septembre, au Panamá.
- Baseball aux Jeux panaméricains de 2011, à partir du 19 octobre, au Mexique.

## Événements

### Janvier
- 5 janvier : Roberto Alomar et Bert Blyleven sont élus au Temple de la renommée du baseball[2].
- 11 janvier : Trevor Hoffman, meneur de tous les temps pour les sauvetages, annonce sa retraite après 18 saisons en Ligue majeure[3].
- 19 janvier : premiers matchs des séries finales des championnats de République dominicaine et de Porto Rico.
- 23 janvier : les Toros del Este sont champions de la Ligue dominicaine de baseball hivernal[4].
- 23 janvier : début de la série finale de la Ligue vénézuélienne de baseball professionnel 2010-2011.
- 28 janvier : les Criollos de Caguas remportent le Championnat de Porto Rico[5].
- 28 janvier : les Indios del Bóer remportent le Championnat du Nicaragua.
- 29 janvier : les Yaquis de Obregón sont champions de la Ligue mexicaine du Pacifique[6].
- 30 janvier : les Caribes de Anzoátegui sont champions de la Ligue vénézuélienne[7].
- 30 janvier : l'IBAF attribue l'organisation de la Coupe du monde de baseball 2011 au Panamá[8].

### Février
- 2 février : ouverture de la Série des Caraïbes 2011 à Mayagüez (Porto Rico).
- 4 février : Andy Pettitte annonce sa retraite après 16 saisons en Ligue majeure[9].
- 7 février : les Mexicains des Yaquis de Obregón remportent la Série des Caraïbes 2011[10].
- 13 février : Perth Heat remporte la première édition de la Ligue australienne[11].
- 18 février : Jim Edmonds met fin à une carrière de 17 saisons en ligue majeure[12].
- 24 février : premier match de l'entrainement de printemps en Ligue majeure.
- 25 février : ouverture du Championnat du Panamá.
- 26 février : ouverture du Championnat d'Espagne.

### Mars
- 17 mars, Japon : en raison du séisme du 11 mars, la Ligue du Pacifique reporte le coup d'envoi de la saison au 12 avril tandis que la Ligue centrale maintient au 25 mars l'ouverture de sa compétition[13].
- 19 mars : ouverture de la Ligue mexicaine et de la Ligue chinoise.
- 20 mars, Japon : cédant à pression des joueurs, la Ligue centrale repousse l'ouverture de sa compétition au 29 mars[14].
- 27 mars : ouverture du Championnat de France.
- 28 mars, Japon : la Ligue centrale repousse finalement l'ouverture de sa compétition au 12 avril, comme la Ligue du Pacifique.
- 29 mars : la Ligue majeure de baseball annonce la création d'une liste spéciale de joueurs blessés sur commotion cérébrale. Les joueurs doivent être placés sur cette liste pour un minimum de 7 jours. Elle est destinée à contrer les conséquences des traumatismes crâniens chez les athlètes professionnels[15].
- 31 mars : ouverture de la Ligue majeure de baseball.

### Avril
- 2 avril : ouverture du Championnat de Corée du Sud et du Championnat d'Allemagne.
- 7 avril : ouverture des Ligues mineures de baseball et du Championnat des Pays-Bas.
- 8 avril : au début de sa 19e saison en Ligue majeure, Manny Ramírez annonce sa retraite après avoir échoué un autre contrôle antidopage.
- 9 avril : ouverture du Championnat d'Autriche, du Championnat de République tchèque et du Championnat de Belgique.
- 12 avril : ouverture du Championnat du Japon.
- 13 avril : accusé d'avoir menti à un grand jury, Barry Bonds est trouvé coupable de parjure au terme d'un procès de 12 jours à San Francisco[16].
- 14 avril : ouverture du Championnat d'Italie.
- 15 avril : Jackie Robinson Day.
- 17 avril : ouverture du Championnat de Grande-Bretagne.
- 26 avril : Andre Ethier, des Dodgers de Los Angeles, bat le record de la ligue majeure pour le plus grand nombre de matchs consécutifs avec au moins un coup sûr au mois d'avril. Avec 27 durant le mois, il éclipse la marque de 22 de Joe Torre[17]. Sa séquence prend fin à 30 matchs le 6 mai suivant[18].

### Mai
- 2 mai : les Vegueros de Pinar del Río remportent le Championnat de Cuba[19].
- 3 mai : Francisco Liriano, des Twins du Minnesota, lance à Chicago le premier match sans point ni coup sûr de la saison dans une victoire de 1-0 de son équipe sur les White Sox.
- 7 mai : Justin Verlander, des Tigers de Détroit, lance le deuxième match sans point ni coup sûr de sa carrière dans une victoire de 9-0 de son club à Toronto.
- 18 mai : le CB Los Santos remporte le Championnat du Panamá en battant en finale le Bocas del Toro 4 rencontres à 3[20].
- 24 mai : un spectateur âgé de 27 ans meurt tragiquement après une chute de 20 pieds au Coors Field de Denver pendant un match des Rockies du Colorado[21].
- 25 mai : Mariano Rivera joue sa 1000e partie pour les Yankees de New York. Il est le lanceur ayant joué le plus de matchs pour une seule et même équipe de la MLB[22].
- 25 mai : le receveur vedette des Giants de San Francisco, Buster Posey, subit une fracture de la jambe lors d'une violente collision au marbre avec Scott Cousins, des Marlins de la Floride[23].
- 25 mai : le deuxième but Wilson Valdez devient le premier joueur de position depuis 2000 à remporter une victoire comme lanceur après avoir lancé la dernière manche d'un match remporté en 19 manches par Philadelphie sur Cincinnati. Il est aussi le premier lanceur gagnant d'un match qu'il a amorcé à une autre position depuis Babe Ruth en 1921[24].

### Juin
- 1er juin : il est annoncé que 28 équipes, au lieu de 16 lors des deux éditions précédentes, se disputeront la Classique mondiale de baseball 2013[25].
- 2 juin : un an après la controverse entourant le match presque parfait du lanceur Armando Galarraga, celui-ci collabore à un livre avec l'arbitre impliqué dans la controverse, Jim Joyce. Pour éviter un conflit d'intérêts, Joyce ne peut plus arbitrer de partie dans laquelle l'équipe de Galarraga est impliquée[26].
- 9 juin : après une série de neuf défaites, les Athletics d'Oakland congédient le manager Bob Geren et le remplacent par Bob Melvin[27].
- 10 juin : à Milwaukee, Tony LaRussa dirige une équipe pour un 5000e match. Il est le deuxième dans l'histoire après Connie Mack (7755 parties)[28].
- 19 juin : le manager Edwin Rodríguez démissionne de son poste chez les Marlins de la Floride après neuf défaites consécutives de son équipe[29].
- 20 juin : Jack McKeon reprend du service comme manager des Marlins de la Floride. Il est à 80 ans le deuxième plus âgé à diriger une équipe des majeures après Connie Mack (87 ans)[30].
- 23 juin : malgré 11 victoires à leurs 12 derniers matchs, les Nationals de Washington perdent leur gérant Jim Riggleman, qui claque la porte après une mésentente avec son employeur[31].
- 23 juin : ouverture du Tournoi World Port 2011 avec la victoire de Taïwan sur l'Allemagne, 5-3[32].
- 27 juin : Davey Johnson dirige une équipe de la MLB pour la première fois en plus d'une décennie alors qu'il débute comme manager des Nationals de Washington[33].

### Juillet
- 3 juillet : Taïwan s'impose 5-4 en prolongations face à Cuba et remporte le World Port Tournament pour la première fois de son histoire[34].
- 5 juillet : Dan Uggla, des Braves d'Atlanta, amorce une série de matchs avec au moins un coup sûr qui dure jusqu'au 13 août, soit 33 parties[35].
- 7 juillet : une tragédie marque un match des Rangers du Texas au Rangers Ballpark d'Arlington alors qu'un spectateur de 39 ans fait une chute d'environ six mètres en tentant d'attraper une balle, souvenir lancé par le joueur Josh Hamilton[36]. L'homme succombe dans les minutes suivantes pendant son transfert à l'hôpital.
- 9 juillet : au Yankee Stadium, Derek Jeter devient le 28e joueur seulement dans l'histoire à frapper 3000 coups sûrs en Ligue majeure. Ce 3000e coup sûr est un circuit aux dépens de David Price des Rays de Tampa Bay[37].
- 12 juillet : le 82e match des étoiles de la Ligue majeure de baseball est présenté au Chase Field de Phoenix, en Arizona. Les étoiles de la Ligue nationale battent leurs homologues de la Ligue américaine 5 à 1 et Prince Fielder, des Brewers de Milwaukee, est nommé joueur par excellence de la partie.
- 13 juillet : les Mets de New York échangent le releveur Francisco Rodríguez aux Brewers de Milwaukee.
- 14 juillet : le procès pour parjure de Roger Clemens, soupçonné de s'être dopé durant sa carrière et d'avoir menti au Congrès des États-Unis, est annulé à Washington. Des preuves présentées au jury par les procureurs sont jugées irrecevables[38].
- 15 juillet : avec un triomphe sans équivoque de 11-1 sur Washington à Turner Field, les Braves d'Atlanta enregistrent la 10000e victoire de l'histoire de leur franchise, un fait accompli seulement par les franchises des Giants de San Francisco et des Cubs de Chicago[39].
- 15 juillet : les Pirates de Pittsburgh sont au premier rang de leur division au mois de juillet pour la première fois depuis 1997[40]. La franchise essaie de mettre fin à une séquence de 18 saisons perdantes et affiche un dossier victoires-défaites positif à la pause du match d'étoiles pour la première fois depuis l'été 1992.
- 17 juillet : le FC Barcelone remporte le titre de Champion d'Espagne, 55 ans après son dernier sacre[41].
- 19 juillet : Hideki Matsui frappe son 500e coup de circuit au baseball professionnel. Il s'agit de son 168e dans les Ligues majeures après en avoir frappé 332 dans la Ligue centrale du Japon. Aucun autre joueur de baseball n'a claqué autant de circuits dans des ligues professionnelles au Japon comme en Amérique du Nord[42].
- 23 juillet : à Cooperstown, la voix anglophone des Expos de Montréal et descripteur des matchs des Marlins, Dave Van Horne, accepte le prix Ford C. Frick[43] pour 2011, récompensant l'excellence chez les journalistes couvrant le baseball en Amérique.
- 24 juillet : avec une 15e défaite en autant de parties, les Mariners de Seattle battent leur record d'équipe peu enviable de 14 revers consécutifs en 1992[44]. La série noire se termine le 27 juillet par une première victoire après 17 défaites de suite.
- 24 juillet : le lanceur Bert Blyleven est intronisé au Temple de la renommée du baseball à Cooperstown en même temps que deux personnages importants de l'histoire des Blue Jays de Toronto : le joueur étoile Roberto Alomar et l'ancien dirigeant de la franchise Pat Gillick.
- 26-27 juillet : à Atlanta, les Braves et les Pirates de Pittsburgh jouent le plus long match (6 heures 39 minutes) de l'histoire des deux franchises. La partie se termine par un gain de 4-3 des Braves en 19e manche lorsque l'arbitre Jerry Meals met fin au match historique en déclarant sauf au marbre un coureur de toute évidence retiré[45], ce qui déclenche une vague de protestations et de nouveaux appels pour que les arbitres utilisent la reprise vidéo lors de jeux importants[46]. Outrés, les Pirates déposent une plainte formelle à 2h30 du matin[47]. L'arbitre Meals[48] et la MLB admettent l'erreur[49].
- 27 juillet : malgré un point accordé en première manche, le lanceur droitier Ervin Santana des Angels lance un match sans coup sûr dans la victoire de 3-1 de son équipe à Cleveland[50].
- 27 juillet : les Mets de New York échangent Carlos Beltrán, six fois joueur étoile, aux Giants de San Francisco.
- 29 juillet : Albert Pujols frappe son 2000e coup sûr en carrière, à sa 1650e partie jouée[51].
- 29 juillet : les Phillies de Philadelphie transigent avec les Astros de Houston pour acquérir le joueur étoile Hunter Pence.
- 31 juillet : date limite des transactions particulièrement occupée dans les Ligues majeures de baseball alors que 25 joueurs changent de camp avant l'heure limite, sans compter les transferts survenus dans les jours précédents. Michael Bourn passe notamment de Houston à Atlanta et Mike Adams de San Diego à Texas.

### Août
- 4 août : le joueur canadien Matt Stairs annonce sa retraite après 19 saisons en Ligues majeures et une au Japon[52]
- 10 août : avec 20 coups de circuit en solo (bon pour 1 point) consécutifs, les Giants de San Francisco battent un record des Phillies de Philadelphie datant de 1914[53]. La série prend fin après 21 coups en solo consécutifs, le dernier survenu le 13 août[54].
- 15 août : Jim Thome passe à l'histoire en devenant le huitième joueur à frapper 600 circuits dans les ligues majeures.
- 23 août : le vétéran Jim Thome retourne là où il a commencé sa carrière en 1991. Les Twins du Minnesota l'échangent aux Indians de Cleveland[55].

### Septembre
- 16 septembre : les Tigers de Détroit sont le premier club de la MLB à remporter le titre de leur division en 2011 alors qu'ils s'assurent de la première place dans la division Centrale de la Ligue américaine[56].
- 17 septembre : les Phillies de Philadelphie remportent pour la cinquième fois en cinq ans le championnat de la division Est de la Ligue nationale[57].
- 19 septembre : dans la victoire des Yankees à New York, Mariano Rivera réussit son 602e sauvetage en carrière, battant le record de 601 détenu par Trevor Hoffman[58].
- 21 septembre : les Yankees de New York remportent pour la douzième fois en seize ans le championnat de la division Est de la Ligue américaine[59].
- 23 septembre : trois équipes sont couronnées championnes de leur division. Les Rangers du Texas terminent premiers pour la seconde année de suite dans la division Ouest de la Ligue américaine[60], les Diamondbacks de l'Arizona gagnent le championnat dans l'Ouest de la Ligue nationale[61] après avoir terminé en dernière place en 2010, et les Brewers de Milwaukee, champions dans la division Centrale de la Nationale[62], méritent un premier titre depuis 1982.
- 26 septembre : avec son 2587e coup sûr en carrière, Vladimir Guerrero bat le record de Julio Franco pour le plus grand nombre de coups sûrs dans le baseball majeur par un joueur dominicain[63].
- 27 septembre : Ozzie Guillén quitte son poste de manager des White Sox de Chicago après huit saisons aux commandes du club[64].
- 28 septembre : Ozzie Guillén est nommé manager des Marlins de la Floride pour la saison 2012. Il accepte un contrat de quatre saisons et, scénario inhabituel, les Marlins échangent aussi deux joueurs aux White Sox de Chicago pour obtenir les services de leur nouveau pilote[65].
- 28 septembre : loin derrière les Red Sox de Boston et les Braves d'Atlanta dans les courses aux meilleurs deuxièmes au début septembre, les Rays de Tampa Bay et les Cardinals de Saint-Louis complètent des retours historiques en se qualifiant pour les séries éliminatoires au dernier jour de la saison régulière. Dans la Ligue américaine, Tampa Bay comble un déficit de 0-7 pour vaincre les Yankees 8-7 en 12 manches pendant que Boston alloue deux points en fin de neuvième manche pour perdre à Baltimore et glisser en troisième place du classement. Dans la Nationale, les Cardinals triomphent à Houston et se qualifient lorsque les Braves perdent en treize manches de jeu aux mains des Phillies.
- 30 septembre : début des séries éliminatoires 2011 dans la Ligue majeure de baseball.
- 30 septembre : les Red Sox de Boston annoncent que Terry Francona, qui dirige le club depuis 2004, ne reviendra pas en poste en 2012[66].

### Octobre
- 4 octobre. Les Rangers du Texas sont le premier club à franchir avec succès l'étape des Séries de divisions alors qu'ils triomphent des Rays de Tampa Bay pour accéder à leur deuxième Série de championnat en deux ans.
- 6 octobre. L'ancien joueur Robin Ventura, qui n'a jamais dirigé une équipe de la MLB, est nommé manager des White Sox de Chicago pour la saison 2012[67].
- 6 octobre. La meilleure équipe de la Ligue américaine en saison régulière, les Yankees de New York, sont éliminés dès le premier tour éliminatoire par les Tigers de Détroit.
- 7 octobre. Les Phillies de Philadelphie, meilleure équipe du baseball durant la saison, sont éliminés dès le premier tour éliminatoire par les Cardinals de Saint-Louis. Le même jour, les Brewers de Milwaukee accèdent à une Série de championnat pour la première fois depuis 1982 en éliminant Arizona.
- 15 octobre. Les Pays-Bas remportent leur première Coupe du monde de baseball, la deuxième pour une nation européenne depuis l'Angleterre en 1938, en battant Cuba 2-1 en finale au Panama[68].
- 15 octobre. Les Rangers du Texas éliminent quatre victoires à deux les Tigers de Détroit en Série de championnat de la Ligue américaine (MLB) et passent en Série mondiale pour la deuxième fois en deux ans.
- 16 octobre. Les Cardinals de Saint-Louis éliminent quatre victoires à deux les Brewers de Milwaukee en Série de championnat de la Ligue nationale (MLB) et passent en Série mondiale pour la première fois en cinq ans.
- 19 octobre. Ouverture à Saint-Louis (Missouri) de la Série mondiale 2011 entre les Cardinals de Saint-Louis et les Rangers du Texas.
- 27 octobre. Passés deux fois à une seule prise de remporter le titre mondial, les Rangers du Texas voient les Cardinals revenir de l'arrière à deux reprises pour remporter à Saint-Louis le sixième match de la série finale du baseball majeur et forcer une ultime confrontation le lendemain.
- 28 octobre. Déjà équipe la plus titrée de la Ligue nationale de baseball, les Cardinals de Saint-Louis remportent leur 11e titre en gagnant la Série mondiale 2011 sur les Rangers du Texas. David Freese est nommé meilleur joueur de cette finale.
- 31 octobre. Trois jours après la conquête du titre par les Cardinals de Saint-Louis, Tony La Russa annonce sa retraite après 33 ans comme manager des Ligues majeures, dont 16 avec Saint-Louis[69].

### Novembre
- 9 novembre : Wilson Ramos, des Nationals de Washington et des Tigres de Aragua de la Ligue vénézuélienne, est enlevé par des hommes armés à Valencia au Venezuela[70]. Il est retrouvé sain et sauf le 12 novembre.
- 14 novembre : Craig Kimbrel (Braves d'Atlanta) et Jeremy Hellickson (Rays de Tampa Bay) sont élus recrues de l'année dans les ligues Nationale et Américaine.
- 14 novembre : les Cardinals de Saint-Louis annoncent le successeur de Tony La Russa et font de Mike Matheny leur nouveau manager.
- 15 novembre : à l'unanimité, Justin Verlander des Tigers de Détroit est élu meilleur lanceur de la saison en Ligue américaine et reçoit le trophée Cy Young.
- 17 novembre : Clayton Kershaw des Dodgers de Los Angeles reçoit le trophée Cy Young du meilleur lanceur de la Ligue nationale.
- 17 novembre : le commissaire du baseball, Bud Selig, annonce que la saison 2012 sera la dernière des Astros de Houston dans la Ligue nationale. Après une ultime saison dans la division Centrale de la Nationale en 2012, ils passeront en 2013 à la division Ouest de la Ligue américaine[71].
- 18 novembre : les Cubs de Chicago présentent leur nouveau manager pour la saison 2012, Dale Sveum.
- 21 novembre : un jeune joueur des Mariners de Seattle, Greg Halman, 24 ans, des Pays-Bas, est assassiné à Rotterdam[72].
- 21 novembre : Justin Verlander est voté meilleur joueur de la Ligue américaine en 2011. Il est le premier lanceur depuis Dennis Eckersley en 1992 et le premier lanceur partant depuis Roger Clemens en 1986 à recevoir cet honneur presque toujours remis à un joueur de position.
- 22 novembre : Ryan Braun des Brewers de Milwaukee est préféré à Matt Kemp au titre de joueur par excellence de la saison 2011 en Ligue nationale[73].

### Décembre
- 10 décembre : le joueur vedette Albert Pujols signe un contrat de 10 saisons pour 254 millions de dollars US avec les Angels de Los Angeles[74].

## Principaux décès
- 6 janv. : Ryne Duren, lanceur de relève, 4 sélections au Match des étoiles[75].
- 9 janv. : Dave Sisler, lanceur[76].
- 15 janv. : Roy Hartsfield, deuxième but puis manager[77].
- 20 janv. : Gus Zernial, champ extérieur, 1 sélection au Match des étoiles[78].
- 3 fév. : Ron Piché, lanceur canadien[79].
- 4 fév. : Woodie Fryman, lanceur, 2 sélections au Match des étoiles[80].
- 8 févr. : Tony Malinosky, champ intérieur des Dodgers de Brooklyn[81].
- 11 févr. : Chuck Tanner, champ éxtérieur puis manager[82]
- 12 févr. : Gino Cimoli, champ éxtérieur, 1 sélection au Match des étoiles[83].
- 15 févr. : Joe Frazier, champ droit puis manager[84].
- 26 févr. : Greg Goossen, receveur ou premier but[85].
- 27 févr. : Duke Snider, champ centre des Dodgers de Brooklyn, membre du Temple de la renommée, 8 sélections au Match des étoiles[86].
- 28 févr. : Wally Yonamine, premier professionnel américain à évoluer en Championnat du Japon de baseball.
- 12 mars : Mitchell Page, champ centre et frappeur désigné des Athletics d'Oakland[87].
- 15 mars : Marty Marion, arrêt-court, huit fois sélectionné pour le match des Étoiles de la Ligue majeure de baseball et MVP de la Ligue nationale en 1944.
- 16 mars : Tom Dunbar, voltigeur des Rangers du Texas de 1983 à 1985.
- 19 mars : Tom McAvoy, lanceur des Senators de Washington en 1959.
- 19 mars : Bob Rush, lanceur, 2 sélections au Match des étoiles.
- 22 mars : Normie Roy, lanceur Braves de Boston en 1950.
- 2 avril : Tom Silverio, voltigeur des Angels de Los Angeles de 1970 à 1972.
- 3 avril : Amy Applegren, lanceuse et champ intérieur en All-American Girls Professional Baseball League de 1944 à 1953.
- 5 avril : Larry Shepard, manager des Pirates de Pittsburgh en 1968 et 1969.
- 12 avril : Eddie Joost, joueur (1936 à 1955) et manager (1954).
- 15 avril : Reno Bertoia, joueur canado-italien de 1953 à 1962.
- 15 avril : Bobo Osborne, joueur américain de 1957 à 1963.
- 16 avril : Bill Kinnamon, arbitre de la Ligue américaine.
- 30 avril : Emilio Navarro, premier portoricain des Negro Leagues et ancien joueur le plus âgé (105 ans)[88].
- 6 mai : Duane Pillette, joueur américain de 1949 à 1956.
- 13 mai : Mel Queen, lanceur américain, instructeur et manager des Blue Jays[89].
- 17 mai : Harmon Killebrew, joueur élu au Temple de la renommée du baseball[90].
- 25 mai : Paul Splittorff, lanceur de 1970 à 1984 pour Kansas City.
- 28 mai : Bill Harris, lanceur canadien des Dodgers de Brooklyn et de Los Angeles.
- 6 juin : Eleanor Dapkus, joueuse étoile de l'All-American Girls League.
- 7 juin : José Pagán, joueur portoricain des Giants, Pirates et Phillies (1959 à 1973).
- 8 juin : Jim Northrup, joueur des Tigers, des Expos et des Orioles (1964 à 1975).
- 15 juin : Ted Gray, lanceur en MLB de 1946 à 1955.
- 4 juillet : Wes Covington, joueur de la MLB de 1956 à 1966.
- 7 juillet : Dick Williams, manager des Red Sox, des Athletics et des Expos élu au Temple de la renommée[91].
- 27 juillet : Hideki Irabu, lanceur professionnel au Japon (NPB) et en Amérique du Nord (MLB)[92].
- 12 août : Ernie Johnson, lanceur de la MLB et descripteur des matchs des Braves d'Atlanta[93].
- 24 août : Mike Flanagan, lanceur des Orioles et des Blue Jays[94].
- 15 septembre : Dorothy Harrell, joueuse étoile de l'All-American Girls Professional Baseball League[95].
- 3 novembre : Matty Alou, joueur de 1960 à 1974, frère de Jesús Alou et Felipe Alou.
- 3 novembre : Bob Forsch, lanceur de 1974 à 1989.
- 11 novembre : Charlie Lea, lanceur américain né en France[96].
- 19 novembre : Sonny Dixon, lanceur des Ligues majeures dans les années 1950.
- 21 novembre : Greg Halman, joueur des Mariners de Seattle.
- 25 novembre : Yukio Nishimoto, joueur et entraîneur intronisé au Temple de la renommée du baseball du Japon.
- 5 décembre : Joe Lonnett, joueur des Ligues majeures dans les années 1950.
- 29 décembre : Rosman García, lanceur vénézuélien.